# Talpa Germany
Die Talpa Germany GmbH & Co. KG war eine deutsche Fernsehproduktionsfirma, die im Unterhaltungsbereich tätig war und ihren Hauptsitz in Berlin hatte. Außerdem gab es ein Büro in Hamburg und zwei Außenstellen in Potsdam und Köln.
Talpa Germany produzierte Events, Galas und zeichnete sich für große und kleine TV-Formate und -Shows aus. Seit 2017 stellte sich die Firma mit ihrem Ableger Talpa Germany Fiction auch im fiktionalen Bereich neu auf.
Am 13. Oktober 2014 wurde bekanntgegeben, dass die Talpa Media Anfang 2015 von der Axel Springer AG 49,9 Prozent der Anteile an Schwartzkopff TV-Productions übernimmt. Mitte 2015 übernahm Talpa Media auch die restlichen 50,1 Prozent der Anteile. Im Zuge der Übernahme wurde Schwartzkopff TV in Talpa Germany umbenannt. Anfang 2017 gründete sich außerdem die Talpa Germany Fiction GmbH, die sich nun für alle Fiction-Formate aus dem Hause Talpa Germany verantwortlich zeigt. Im Jahr 2019 wurde Talpa Germany in die ITV Studios Germany übernommen und als Tochtergesellschaft betrieben. Im Mai 2021 erfolgte die Umfirmierung in Bildergarten Entertainment.
Schwartzkopff TV-Productions war eine 1993 von Peter Schwartzkopff gegründete deutsche Fernsehproduktionsfirma, die seit 2010 die exklusiven Rechte zur Coproduktion der internationalen Talpa-Formate für Deutschland besaß.

## TV-Produktionen (Auswahl)
Mehrere Produktionen, die vor 2015 begannen, wurden unter Schwartzkopff TV-Productions produziert und später nach der Umbenennung unter Talpa Germany:
- 2020: Wer sieht das denn?! (für ProSieben)[4]
- seit 2019: Paradise Hotel (für RTL Television & TVNOW)
- seit 2016: Jenny – echt gerecht (für RTL) | Talpa Germany Fiction
- seit 2016: jerks. (für Maxdome und ProSieben)[5][6] | Talpa Germany Fiction
- seit 2016: Dance Dance Dance (für RTL)
- seit 2014: Sing meinen Song – Das Tauschkonzert (bis 2016 mit naidoo records GmbH; für VOX)
- seit 2014: Sing meinen Song – Das Weihnachtskonzert (bis 2016 mit naidoo records GmbH; für VOX)
- seit 2013: The Voice Kids (für Sat.1)
- seit 2011: Einfach & Köstlich (für Das Erste)
- seit 2011: The Voice of Germany (für Sat.1 und ProSieben)
- seit 2018: Mit 80 Jahren um die Welt (für ZDF)

- 2017: Bad Cop – kriminell gut (für RTL) | Talpa Germany Fiction
- 2017: Der Wunschbaum – Kinder machen Träume wahr (für Sat.1)
- 2015–2017: Meylensteine (für VOX)
- 2016: The Story of my Life (für VOX)
- 2016: It Takes 2 (für RTL)
- 2016–2017: Die Puppenstars (für RTL)
- 2012–2016: Jungen gegen Mädchen (für RTL Television)
- 2013–2016: Mein dunkles Geheimnis (für Sat.1)
- 2016: Die Straßencops – Mystery (für RTL II)
- 2015: Newtopia (für Sat.1)
- 2015: Männer! – Alles auf Anfang (für RTL)
- 2015: Bei meiner Seele – 20 Jahre Xavier Naidoo (für VOX)
- 2014: Das verrückte Körperquiz (für Sat.1)
- 2014: Was weiß ich?! (für Sat.1)
- 2013: Clash! Boom! Bang! – Stunde der Abrechnung (für ProSieben)
- 2012: The Winner Is … (für Sat.1)
- 2012: Xavier Naidoo und Freunde präsentieren "Sing um Dein Leben" (für ProSieben)
- 2011: Ich liebe Deutschland (für Sat.1)

## Großevents und Galas (Auswahl)
- Die Goldene Kamera von Hörzu (vorher unter Schwartzkopff TV-Productions)
- seit 2000: Ein Herz für Kinder (vorher unter Schwartzkopff TV-Productions)
- seit 2006: Die Goldene BILD der Frau (vorher unter Schwartzkopff TV-Productions)
- diverse DVD- und Konzert-Produktionen